# S Amazonas (S-16)
O S Amazonas (S-16) foi um submarino da Classe Guanabara da Marinha do Brasil.

## Marinha dos Estados Unidos
Construído em 1944 e comissionado em 1946, serviu a Marinha dos Estados Unidos até 1973. O submergível pertencia a Classe Balao e navegou com o nome de USS Greenfish (SS-351).

## Marinha do Brasil
Foi incorporado a Força de Submarinos da Marinha do Brasil em 1973. Deu baixa no serviço ativo em 1992.

### Origem do nome
O S Amazonas (S-16) foi o oitavo navio na Marinha do Brasil a ostentar esse nome em homenagem ao Rio e Estado do mesmo nome. Foi construído pelo estaleiro norte-americano Electric Boat Co., em Groton, Connecticut.